# 親德語社群
親德語社群（德語：Pro deutschsprachige Gemeinschaft）是比利時德語社群的一個政黨，長期參與德語社群聯合政府。